# Strikeforce Challengers: Kaufman vs. Hashi
Strikeforce Challengers: Kaufman vs. Hashi foi um evento de artes marciais mistas promovido pelo Strikeforce. O sexto episódio do Challengers ocorreu em 26 de fevereiro de 2010, no San Jose Civic Auditorium em San Jose, California.

## Background
A luta Sarah Kaufman vs. Takayo Hashi foi pelo Cinturão Peso Galo Feminino do Strikeforce e foi a primeira luta feminina a ser evento principal de um evento do Challengers.
O evento teve audiência estimada de 173,000 telespectadores na  Showtime.

## Ligações Externas
- Site Oficial do Strikeforce

1. ↑  Pelo Cinturão Peso Galo Feminino do Strikeforce.